# Des Mauren letzter Seufzer
Des Mauren letzter Seufzer ist der deutsche Titel eines Romans von Salman Rushdie, der im Original 1995 unter dem Titel The Moor’s Last Sigh erschienen ist. Es ist das erste bedeutende Werk Rushdies, das nach den Satanischen Versen erschien.

## Titel
Der Titel bezieht sich auf den letzten Emir von Granada, Muhammad XII., im damaligen Spanien auch als Boabdil oder el Zogoibi („der Unglückliche“) bekannt. Der Pass in der Sierra Nevada, von dem er zum letzten Mal auf das aufgegebene Granada zurückblickte, heißt Puerto del Suspiro del Moro („Pass des Seufzers des Mauren“). In Rushdies Roman ist Moor der Spitzname des Erzählers Maroes, dessen Leben zum Zeitpunkt des Erzählens seinem Ende entgegengeht. Sein Nachname ist Zogoiby, angelehnt an den Beinamen Muhammads XII.

## Inhalt
Der Roman beschreibt die Geschichte der reichen, christlichen Gewürzhändlerdynastie da Gama-Zogoiby aus Cochin (heute Kochi, Kerala) durch das 20. Jahrhundert aus der Sicht ihres letzten Vertreters, Maroes Zogoiby, dessen Eigenart es ist, doppelt so schnell wie normale Menschen zu altern.
Die beschriebene Familiengeschichte reicht von Maroes’ Urgroßeltern Francisco und Epifania da Gama über deren Söhne Camoens (Maroes’ Großvater) und Aires sowie deren Frauen Isabella bzw. Carmen bis hin zu seinen Eltern, der Künstlerin Aurora da Gama und dem Cochin-Juden Abraham Zogoiby, der eigentlich von den Sultanen von Granada abstammt.
Rushdie lässt Maroes über die Höhen und Tiefen der Dynastie, die vom Cochiner Gewürzhandel bis zur Herrschaft über die Unterwelt Bombays und schließlich zur totalen Zerstörung ihres Imperiums und der Flucht Maroes’ nach Spanien reichen, berichten.
Das Hauptaugenmerk des Romans liegt auf der Geschichte von Aurora und Abraham, die im Hinblick auf den historischen Hintergrund die Wiedervereinigung von Christen und Juden – beides in Indien ansässige Minderheiten – nach 500 Jahren symbolisiert. Im Zuge der zweiten Hälfte des Werkes, die überwiegend in Bombay handelt, werden in diesem Zusammenhang auch die mafiösen Strukturen in der Stadt und der sich allgemein in Indien und auch in Bombay ausbreitende Hindu-Nationalismus kritisiert.